# Nachrichtenblatt für Niedersachsens Vorgeschichte
Das Nachrichtenblatt für Niedersachsens Vorgeschichte, Untertitel „Historischer Verein für Niedersachsen; Provinzialmuseum zu Hannover“, behandelte die Urgeschichte des heutigen Landes Niedersachsen. Das unregelmäßig herausgegebene Blatt erschien zur Zeit der Weimarer Republik in den Jahren von 1920 bis 1922 und – nach der Hochphase der Deutschen Hyperinflation – von 1924 bis 1926 durch die August Lax Verlagsbuchhandlung in Hildesheim.
Das Nachrichtenblatt wurde zeitweilig den Periodika Zeitschrift des Historischen Vereins für Niedersachsen und Niedersächsisches Jahrbuch als Beilage zugegeben.
Ebenso wie die Nachfolgezeitschrift Nachrichten aus Niedersachsens Urgeschichte wurde das Nachrichtenblatt mit seinen einzelnen Artikeln als PDF-Dokument auf der Seite der Universitätsbibliothek Heidelberg online zur Verfügung gestellt.
Ein Index zu den verschiedenen Bänden erschien später in den Veröffentlichungen der Historischen Kommission für Niedersachsen und Bremen.